# Волейбол сидячи на літніх Паралімпійських іграх

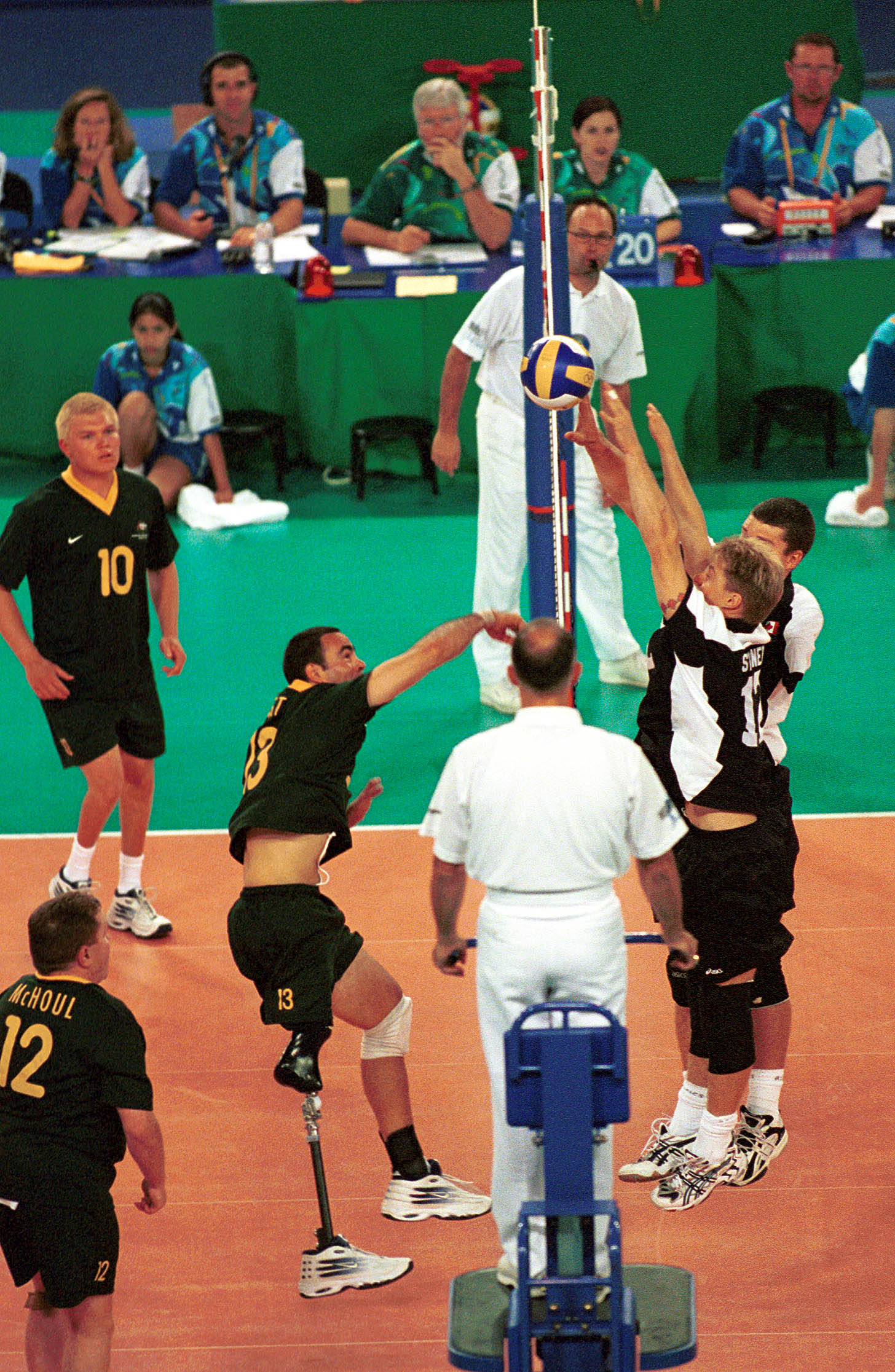
На Паралімпійських іграх у 2000 році

Волейбол сидячи є одним з видів спорту за програмою Літніх Паралімпійських ігор. На Паралімпіаді у цей вид спорту грають спортсмени з вадами опорно-рухального аппарату. Волейбол сидячи розвивається під егідою Всесвітньої організації волейболу для інвалідів (WOVD).

## Історія
Турніри чоловічих команд з волейболу стоячи на Паралімпійських ігах проводилися з 1976 по 2000 роки, з волейболу сидячи з 1980 по теперішній час. Жіночі команди вперше почали брати участь в Паралімпіадах з 2004 року і тільки у волейболі сидячи. Волейбол стоячи для спортсменів з вадами опорно-рухального апарату практикується й досі, але не за програмою літніх Паралімпійських ігор.
Спочатку до участі в змаганнях допускалися лише гравці з ампутацією кінцівок. Залежно від характеру й ступеня обмеження, гравці могли були віднесені до однієї з дев'яти доступних категорій. Кожна категорія мала оцінку інвалідності, що давало команді певну кількість балів. Сумарно в гравців на полі повинно було бути принаймні 13 балів. У 1984 році цю систему скасували й до участі в змаганнях стали допускати гравців з іншими ураженнями опорно-рухового апарату. У 1988 році паралімпійський волейбол прийшов до єдиної системи класифікації, що охоплює всі паралімпійскі види спорту.
Найбільшу кількість медалей на Паралімпійських ігах завоювали німецький волейболіст Манфред Коль, який є 4-кратним паралімпійським чемпіоном з волейболу стоячи (1988—2000), та іранець Алі Гулкар Азханді, який виграв у складі своєї збірної на змаганнях з волейболу стоячи три «золота» (1992—2000) і одне «срібло» (2004).

## Медальний залік
| Загальна кількість медалей | Загальна кількість медалей | Загальна кількість медалей | Загальна кількість медалей | Загальна кількість медалей | Загальна кількість медалей |
| Місце                      | Країна                     | Золото                     | Срібло                     | Бронза                     | Всього                     |
| -------------------------- | -------------------------- | -------------------------- | -------------------------- | -------------------------- | -------------------------- |
| 1                          | Іран                       | 5                          | 2                          | 0                          | 7                          |
| 2                          | Німеччина                  | 3                          | 1                          | 1                          | 5                          |
| 3                          | Ізраїль                    | 3                          | 1                          | 0                          | 4                          |
| 4                          | КНР                        | 3                          | 0                          | 0                          | 3                          |
| 5                          | Нідерланди                 | 2                          | 3                          | 1                          | 6                          |
| 6                          | Боснія і Герцеговина       | 2                          | 2                          | 0                          | 4                          |
| 7                          | ФРН                        | 1                          | 2                          | 1                          | 4                          |
| 8                          | Польща                     | 0                          | 2                          | 2                          | 4                          |
| 9                          | США                        | 0                          | 2                          | 1                          | 3                          |
| 10                         | Норвегія                   | 0                          | 1                          | 1                          | 2                          |
| 10                         | Словаччина                 | 0                          | 1                          | 1                          | 2                          |
| 10                         | Швеція                     | 0                          | 1                          | 1                          | 2                          |
| 13                         | Велика Британія            | 0                          | 1                          | 0                          | 1                          |
| 13                         | Канада                     | 0                          | 1                          | 0                          | 1                          |
| 15                         | Фінляндія                  | 0                          | 0                          | 3                          | 3                          |
| 16                         | Єгипет                     | 0                          | 0                          | 1                          | 1                          |
| 16                         | Росія                      | 0                          | 0                          | 1                          | 1                          |
| 16                         | Україна                    | 0                          | 0                          | 1                          | 1                          |
| 16                         | Франція                    | 0                          | 0                          | 1                          | 1                          |
| 16                         | Чехословаччина             | 0                          | 0                          | 1                          | 1                          |
| 16                         | Югославія                  | 0                          | 0                          | 1                          | 1                          |

### Призери

#### Чоловіки
| Місто проведення                         | Золото               | Срібло               | Бронза    |
| ---------------------------------------- | -------------------- | -------------------- | --------- |
| Арнем 1980                               | Нідерланди           | Швеція               | Югославія |
| Нью-Йорк (USA)/Сток-Мандевіль (GBR) 1984 | Нідерланди           | ФРН                  | Швеція    |
| Сеул 1988                                | Іран                 | Нідерланди           | Норвегія  |
| Барселона 1992                           | Іран                 | Нідерланди           | Німеччина |
| Атланта 1996                             | Іран                 | Норвегія             | Фінляндія |
| Сідней 2000                              | Іран                 | Боснія і Герцеговина | Фінляндія |
| Афіни 2004                               | Боснія і Герцеговина | Іран                 | Єгипет    |
| Пекин 2008                               | Іран                 | Боснія і Герцеговина | Росія     |
| Лондон 2012                              | Боснія і Герцеговина | Іран                 | Німеччина |
| Ріо-де-Жанейро 2016                      |                      |                      |           |

#### Жінки
| Місто проведення    | Золото | Срібло     | Бронза     |
| ------------------- | ------ | ---------- | ---------- |
| Афіни 2004          | КНР    | Нідерланди | США        |
| Пекин 2008          | КНР    | США        | Нідерланди |
| Лондон 2012         | КНР    | США        | Україна    |
| Ріо-де-Жанейро 2016 |        |            |            |

## Країни учасниці

### Чоловіки
| Місто проведення                        | Країни |
| --------------------------------------- | --- |
| Торонто 1976                            | Ізраїль — Велика Британія — Фінляндія — Канада |
| Арнем 1980                              | Польща — Ізраїль — ФРН — Велика Британія — Єгипет — Нідерланди — Югославія — Норвегія — Швеція — Фінляндія — Люксембург                                                                                  |
| Нью-Йорк (USA)/Сток-Мандевіль (GBR)1984 | Ізраїль — ФРН — Франція — Велика Британія — США — Канада — М'янма — Нідерланди — Швеція — Югославія — Єгипет — Фінляндія — Норвегія                                                                      |
| Сеул 1988                               | ФРН — Ізраїль — Польща — Південна Корея — Велика Британія — США — Нідерланди — Норвегія — Швеція — Єгипет — Іран — Югославія — ФРН — Угорщина                                                            |
| Барселона 1992                          | Німеччина — Польща — США — Чехословаччина — Франція — Ізраїль — Велика Британія — Іран — Швеція — Єгипет — Іспанія — Нідерланди — Фінляндія — Угорщина — Норвегія — Ірак — Об'єднана команда             |
| Атланта 1996                            | Німеччина — Словаччина — Ізраїль — Велика Британія — Польща — США — Франція — Чехія — Іран — Фінляндія — Угорщина — Казахстан — Росія — Аргентина — Норвегія — Нідерланди — Німеччина — Україна — Швеція |
| Сідней 2000                             | Німеччина — Канада — Польща — Австралія — США — Словаччина — Ізраїль — Камбоджа — Іран — Нідерланди — Угорщина — Японія — Єгипет — Боснія і Герцеговина — Фінляндія — Південна Корея — Лівія             |
| Афіни 2004                              | Іран — Німеччина — Фінляндія — Японія — Боснія і Герцеговина — Єгипет — США — Греція |
| Пекін 2008                              | Боснія і Герцеговина — Росія — КНР — Ірак — Іран — Єгипет — Бразилія — Японія |
| Лондон 2012                             | Велика Британія — Єгипет — Марокко — Німеччина — Росія — Боснія і Герцеговина — Бразилія — Іран — КНР — Руанда                                                                                           |
| Рио-де-Жанейро 2016                     | |

### Жінки
| Місто проведення    | Країни                                                                            |
| ------------------- | --------------------------------------------------------------------------------- |
| Афіни 2004          | КНР — Нідерланди — США — Словенія — Фінляндія — Україна                           |
| Пекін 2008          | Нідерланди — Словенія — Україна — Японія — КНР — США — Литва — Латвія             |
| Лондон 2012         | Велика Британія — Нідерланди — Україна — Японія — Бразилія — КНР — Словенія — США |
| Рио-де-Жанейро 2016 |                                                                                   |